# Kilenc kis zongoradarab
A Kilenc kis zongoradarab c. Bartók Béla-kompozíció 1926-ban keletkezett, ahogy a címéből is sejthető, zongorára. A mű elsősorban oktatási jellegű (Sz. 82, BB 90).

## Füzetek

### Négy párbeszéd
1. Moderato. Kánon, amelyben a két szólam távolsága többször változik.
2. Andante. Népzenei ihletésű témával dolgozik, a kétszólamú szerkesztés helyenként orgonapontokkal három-, illetve négyszólamúvá bővül.
3. Lento. A tematika lefelé és felfelé fokozatosan táguló ambitusa a III. és IV. vonósnégyesben, valamint a Zene húros hangszerekre, ütőkre és cselesztára című kompozícióban is fellelhető.
4. Allegro vivace. A két szólam egymást kiegészítő – komplementer – ritmikájának etűdje.

### II. füzet
1. Menuetto. Moderato. A barokk tánc ünnepélyes stílusának inkább paródiája, mint utánérzése.
2. Dal. Allegro. Népdal jellegű tematikát dolgoz fel, bevezetés és kóda formai keretében.
3. Marcia delle bestie. Comodo. A két korábbi Medvetánc rokona súlyos, esetlen hangzataival. Polifon szerkesztésében tér el amazoktól.
4. Csörgő-tánc. Allegro molto. Ütőhangszer jellegű effektusai teszik egzotikus hangzásúvá.

### III. füzet
1. 'Preludio – All'Ungherese. Molto moderato – Allegro non troppo, molto ritmico. Formájában („lassú – friss”) a rapszódiák mintájára készült, egyúttal a témaátalakítás eszközével is élő kompozíció, e téma azonban nem „igazi” népdalból származik, hanem Bartók saját leleményéből. A prelúdium kontrapunktikus szerkesztésmódját a gyors szakaszban tánc jellegű tempo giusto váltja fel, ütőhangszert imitáló kísérettel.

## Autográf anyagok
- Vázlat az 5. számhoz (a Szabadban (BB 89) fogalmazványában: Bartók Péter gyűjteménye: 57PS1, 10. p.)
- Folyamatvázlatok, fogalmazvány, 1., 9/I, 6., 3., 5., 4., 7., 2. szám (és BB 105 146., 137. szám) (Bartók Péter gyűjteménye: 57PS1)
- Második autográf leírás, 1., 9., 7., 3., 2., 4., 6., 5. szám (és BB 105 81. szám; Bartók Péter gyűjteménye: 57PID1)
- Autográf másolat, az Universal Edition 8920–8921–8922 elsőkiadás (1927) metszőpéldánya, 1–4., 8., 5–7., 9. sorrendben írva (Bartók Péter gyűjteménye: 57PFC2)
- Autográf dedikációs példány (Dittának), 1. szám (és a 9. szám kezdete; Bartók Archívum, Budapest: BH215).
- Az Universal Edition elsőkiadás I. és III. füzetének javított példánya (Bartók Péter gyűjteménye: 57PFC1).
- Zongoradarab töredékek c1926 (?):

1. (kb. 34 ü.; vö. BB 91, Bartók Péter gyűjteménye: 58PPS1, 36. p.)
2. Két magyar népdalfeldolgozás (33+21 ü.) (Bartók Archívum, Budapest: BH46/5); lásd még BB 93.